# ペピ2世

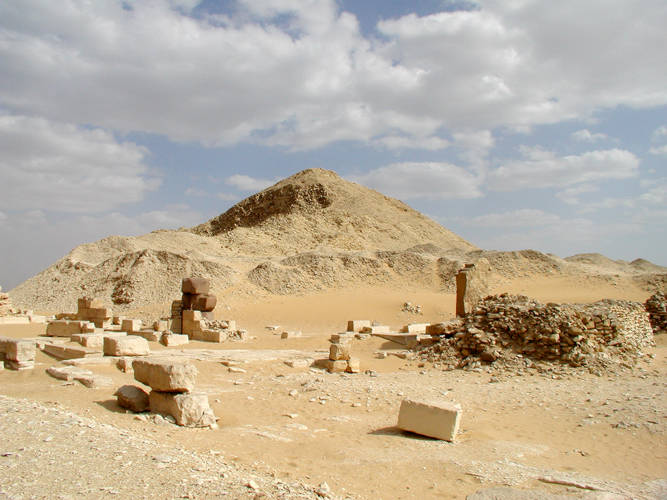
サッカラに残るペピ2世のピラミッド

ペピ2世（ネフェルカラー・ペピ2世、Pepi II Neferkare、紀元前2278年 - 紀元前2184年）は古代エジプト第6王朝のファラオ。ペピ1世と、上エジプトの有力貴族クイ家の娘の間に生まれた。即位名のネフェルカラー (Nefer-ka-Re) は「美しきはラーの魂（カー）」の意。

## 来歴
ペピ2世は紀元前2278年頃、わずか6歳でファラオに即位した。王の幼少時、王に代わって実権を握ったのは王母アンクネスペピ2世（アンクネスメリラー2世）と宰相のジャウ（共にクイ家の出身）であった。ペピ2世は100歳まで生き、実に94年の在位期間を保ったとされている。彼は後世のエジプトでは長寿の代名詞として知られるようになった。
ペピ2世の治世の間に州侯の勢力はますます拡大した。元々第5王朝以来、増大する官吏の人件費を確保するために、元来葬祭儀礼等に関わるピラミッド都市などの管理職や領地を、給与・恩賞として分与する政策を採っていた。この方法は少なくとも各官吏の職権と給与を確保する手段としては有効であり、第6王朝の長期安定と対外遠征の勝利はこうした措置によって得られた強力な官吏に支えられたものであった。そしてこうした役職や給与を下賜することによって王自体も官吏らに対する権威を保っていた。しかし、これは長期的には官吏の勢力を王の手の及ばない規模まで拡大させた。既に第6王朝の初期から州侯職を世襲する有力家系が発生しており、外戚のクイ家もそうした家系の1つである。ペピ2世の治世後半にはこれら州侯に対する中央政府の統制は急激に緩んだ。とりわけ「上エジプト長官」（ヘリー・テプ・アー）が、上エジプトの地方神殿の管理権を手中に収めると上エジプトにおける第6王朝の影響力は大幅に減退した。
ペピ2世が死亡する頃には中央集権国家としてのエジプト第6王朝は既に有名無実のものになっていた。彼の崩御後相次いで王位についたメルエンラー2世（メルエンラー・アンティエムサフ2世）とネチェルカラーは共に極めて短期間のうちに王位を失っている。